# Adore Me
Adore Me est une marque de lingerie en ligne américaine basée à New York.
En 2015, le magazine Inc. a placé la marque au deuxième rang dans le classement des entreprises privées à forte croissance à New York et au 14e rang aux États-Unis. De nombreux autres prix pour sa croissance ou ses pratiques en termes de technologie ont suivi.
La marque dépasse aujourd'hui les $100m de chiffre d'affaires[réf. nécessaire] et est sans doute la plus grosse start-up française aux États-Unis[réf. nécessaire].

## Histoire
Sorti de l'École des Mines de Paris avec un Master en Mathématiques et en Sciences de l’Ingénieur, Morgan Hermand-Waiche est embauché à Hong Kong comme consultant chez McKinsey & Company. Il y passe trois années, jusqu’en 2008 où il décide de tenter l’aventure américaine.
En seconde année du programme MBA de Harvard Business School, alors qu’il cherche un cadeau d’anniversaire pour sa petite amie, Morgan se rend compte qu’il est très difficile de trouver de la lingerie de bonne qualité à la fois à la mode et à un prix abordable.
C’est dans l’optique de créer une véritable alternative aux sous-vêtements proposés sur le marché américain qu’Adore Me est né.
Les autres cofondateurs sont Gary Bravard et Romain Liot.

## Données financières
Adore Me est lancé a New York en 2011 et ses premiers investisseurs sont les professeurs d’Harvard de Morgan. Suivront ensuite plusieurs levées de fonds réussies :
- $2,5 millions en Séries A en 2012[4]
- $8,5 millions en Séries B en 2013[5]

Adore Me affiche un chiffre d’affaires de $1,1 million en 2012, de $5,6 millions en 2013 et de $16,1 millions en 2014, et plus de $100m en 2018.

## Produits
Adore Me lance une nouvelle collection de trente à quarante produits tous les mois et se positionne ainsi comme une marque fast-fashion.
La marque propose des catégories de produits diverses : soutiens-gorge, culottes, maillots de bain, tenues de nuits et lingerie sexy.
Avec un éventail de taille deux fois plus grand que ses compétiteurs, Adore Me s’adresse à tous les types de femmes aux États-Unis et au Canada.
En 2015, Adore Me avait un réseau de plus de 6 millions de femmes et 1,1 million de fans sur Facebook.

## Marketing
Adore Me est une start-up dont le marketing est très orienté vers l’analyse de données et A/B test ses mannequins afin de mieux comprendre la performance de certains produits ou de certaines photos. L’idée est de comparer les résultats de deux photos mettant en avant le même produit mais sur deux mannequins différentes.